# Regranulát
Plastový regranulát je koncovým stupněm ekologické recyklace a zpracování plastového odpadu. Regranuláty se díky svým vlastnostem stávají vstupem pro další výrobu, která tak šetří přírodní zdroje. Vzhledem k rostoucím cenám primárních surovin na produkci plastových výrobků jsou navíc regranuláty nejen ekologické, ale také ekonomické – šetří firemní náklady.

## Výroba
Regranuláty se vyrábějí tepelným zpracováním, kdy jsou očištěné a vytříděné plastové odpady přetvářeny na taveninu plastu pomocí vytlačovacího stroje (extruderu), ze kterého je hmota vytlačována do volného prostoru. Pro samotnou granulaci vytlačováním se používají dvě základní metody – granulace vytlačováním strun a granulace na hlavě. Při granulaci vytlačováním je hmota vytlačována v podobě strun, které jsou následně granulovány. Granulace na hlavě nahání nastavenou plastovou hmotu do vytlačovací nožové hlavy, přes kterou materiál prochází a je rotujícími noži osekáván na granule.

## Využití
Plastové granuláty slouží k výrobě plastových produktů, které tak mohou nést nálepku „vyrobeno z recyklovaného materiálu“. Výhodou tohoto vstupního materiálu je nízká cena a možnost konečný produkt opět recyklovat. Standardně se vyrábí mnoho barevných kombinací, které lze téměř libovolně kombinovat.